# Mark Geier
Mark Robin Geier (Washington D. C., 3 de mayo de 1948-20 de marzo de 2025) fue un médico estadounidense y controvertido perito que  testificó en más de noventa casos sobre denuncias de lesiones o enfermedades causadas por las vacunas. Desde 2011, la licencia médica de Geier fue suspendida o revocada en cada estado en el que fue autorizada, debido a preocupaciones acerca de sus tratamientos del autismo y su tergiversación de sus credenciales a la Junta de Salud de Maryland, a quien declaró falsamente ser un genetista y epidemiólogo certificado por el consejo.

## Trabajo científico
Mark y su hijo, David Geier, son frecuentemente citados por los defensores de la hipótesis desacreditada que las vacunas causan autismo. La credibilidad de Geier como testigo experto ha sido cuestionada en 10 casos judiciales. En 2003, un juez dictaminó que Geier se presentó como testigo experto en "ámbitos para los que no tiene formación, conocimientos ni experiencia". En otros casos en los que Geier ha testificado, los jueces han calificado su testimonio como "intelectualmente deshonesto", "no fiable" y "totalmente no calificado". Otro juez escribió que Geier "puede ser inteligente, pero no es creíble".
Su trabajo científico también ha sido criticado; cuando el Institute of Medicine analizó la seguridad de la vacuna en 2004, desestimó la obra de Geier como gravemente defectuoso, "ininterpretable" y estropeado por el uso incorrecto de términos científicos. En 2003, la Academia Estadounidense de Pediatría, criticó uno de los estudios de Geier, que sostenía un vínculo entre las vacunas y el autismo, ya que contiene "numerosas defectos conceptuales y científicos, omisiones de datos, inexactitudes y afirmaciones erróneas". New Scientist informó que el comité de bioética que aprobó algunos de los experimentos de Geier con niños autistas se ubica en la dirección de los negocios de Geier e incluyó a Geier, su hijo, su esposa, un socio de negocios de Geier y un abogado demandante involucrado en litigios por vacuna. En enero de 2007, un estudio elaborado por los Geiers fue retractado por la revista Autoimmunity Reviews.